# Кафявоглав франколин
Кафявоглавите франколини (Pternistis castaneicollis) са вид средноголеми птици от семейство Фазанови (Phasianidae).
Разпространени са в Североизточна Африка – в централната и източна част на Етиопия и съседни области в северна Сомалия. Достигат дължина 33 – 37 сантиметра и маса 550 – 1200 грама.